# Erupção ignimbrítica da Campânia
A erupção ignimbrítica da Campânia, ou erupção da Campânia, é uma grande erupção vulcânica no Mediterrâneo que data do Pleistoceno Superior . Com um índice de explosividade de 7-8, esta supererupção está na origem da caldeira dos Campos Flégreos ( Golfo de Pozzuoli, a noroeste de Nápoles a oeste do Monte Vesúvio , sob a periferia oeste do Golfo de Pozzuoli) e dos espessos depósitos piroclásticos que cobrem a Campânia, na Itália . O material vulcânico, denominado tufo cinzento da Campânia, é um ignimbrito de composição traquítica . É o maior evento vulcânico explosivo na Europa nos últimos 200.000 anos,  e a maior erupção da caldeira Campi Fleigrei.
A erupção é datada em 39280 ± 110 anos AP calibrado (ou seja, ~37000 anos a.C. )  e a modelagem 3D da dispersão de cinzas conclui  que o volume de rochas ejetadas de 300 km3 para uma área de dispersão de aproximadamente 3 700 000 km2  .
A erupção é uma potencial causa para a extinção dos neandertais . Também é mencionado como o fim de certas culturas arqueológicas, como a Uluzziana .

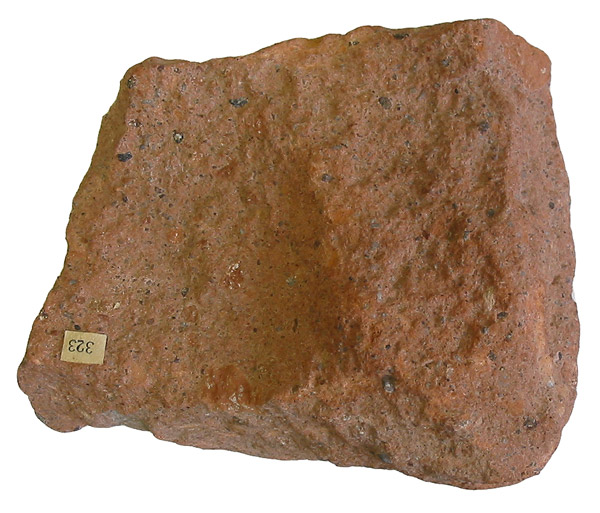
Ignimbrite.